# Platyspermum muricatum
Platyspermum muricatum är en flockblommig växtart som beskrevs av Franz Georg Hoffmann. Platyspermum muricatum ingår i släktet Platyspermum och familjen flockblommiga växter. Inga underarter finns listade i Catalogue of Life.